# Knetzgau
Knetzgau – miejscowość i gmina w Niemczech, w kraju związkowym Bawaria, w rejencji Dolna Frankonia, w regionie Main-Rhön, w powiecie Haßberge. Leży około 5 km na południowy wschód od Haßfurtu, nad Menem, przy autostradzie A70.

## Dzielnice
W skład gminy wchodzą następujące dzielnice: 
- Eschenau
- Hainert
- Oberschwappach
- Unterschwappach
- Wohnau
- Zell am Ebersberg
- Knetzgau

## Polityka
Wójtem jest Werner Schneider z CSU. Rada gminy składa się z 21 członków:
|      | CSU | SPD | Christliche WG | Lista młodych | WG InteressierteR | Odpowiedzialni Obywatele | Razem     |
| 2002 | 9   | 3   | 4              | 2             | 1                 | 2                        | 21 miejsc |

## Zabytki i atrakcje
- zamek Oberschwappach
- śluza Knetzgau